# Barwoutswaarder
Barwoutswaarder est un ancien village et une ancienne commune de la province de la Hollande-Méridionale, aujourd'hui un quartier et une zone industrielle situés dans la commune néerlandaise de Woerden, dans la province d'Utrecht. Le 1er janvier 2004, le quartier comptait 5 670 habitants.

## Histoire
Barwoutswaarder a été une commune indépendante jusqu'au 1er février 1964, date de son rattachement à Woerden. Entre 1812 et 1817, la commune avait été rattachée à Waarder.